# 浅野孟府
浅野 孟府（あさの もうふ、1900年（明治33年）1月4日 - 1984年（昭和59年）4月16日）は、日本の彫刻家。東京都渋谷区生まれ。昭和時代初期、前衛美術運動に参加し、活躍したことで知られる。本名は猛夫。東京美術学校（現在の東京芸術大学）塑造科で北村西望に学ぶが中退。1973年（昭和48年）、大阪芸術賞受賞。作品に「レーニン像」「原爆母子像」「テラコッタの馬」「方形婦女」など。連作に「大阪の女」など。

## 略歴
- 1900年（明治33年）1月4日 - 生まれる
- 1913年（大正2年）- 東京府立工芸学校（現・東京都立工芸高校）に入学
- 1917年（大正6年）- 府立工芸を卒業後、戸田海笛に木彫を習う
- 1920年（大正9年）- 岡本唐遣と共に戸田海笛の家に居候しながら東京美術学校（現・東京芸術大学）に通う[2]
- 1922年（大正11年）- 院展に石膏像が入選
- 1923年（大正12年） - 第10回二科展に「肖像」が入選
- 1925年（大正14年）- 築地小劇場で行われた「劇場の三科」に出演
- 1927年（昭和2年）- 佐藤春夫、室生犀星、サトウハチローらが後援した「ラリルレロ玩具製作所」に参加し出展[3]、東京美術学校除籍
- 1929年（昭和4年）- 「国際光学協会」を堀野正雄らと結成、妻ふみ子との間に長男の翼が生まれる
- 1936年（昭和11年）- 映画「新しき土地」の特殊美術を担当し、ジオラマを作る
- 1950年（昭和25年） - 西宮球場で開かれたアメリカ博のためにリンカーン像を制作
- 1955年（昭和30年）- 二科会を脱会、一陽会の会員となる
- 1970年（昭和45年） - ローマ、ギリシャを旅行
- 1972年（昭和47年） - 「大阪の女」「青年像」を制作、大東市民会館に設置される
- 1973年（昭和48年）- 大阪芸術賞を受賞
- 1980年（昭和55年）- 大阪南港ポートタウンに「カーニバル」設置される
- 1984年（昭和59年）4月16日 - 肝硬変のため亡くなる